# Epicauta magnomaculata
Epicauta magnomaculata là một loài bọ cánh cứng trong họ Meloidae. Loài này được Martin miêu tả khoa học năm 1932.